# Готовые домашние задания
Готовые домашние задания (ГДЗ) ― цифровые и печатные сборники решённых заданий из школьных учебников по различным предметам. Сборники ГДЗ издаются с 1990-х годов, а сеть для выполнения домашних заданий в Интернете пользуется спросом с 2010-х годов. Данные сборники адресованы прежде всего учителям и родителям учеников для того, чтобы они могли самостоятельно проверять сделанное учеником домашнее задание. Однако ГДЗ также используют и школьники с целью проверки или списывания школьных домашних заданий.

## Описание
В большинстве российских школ учатся по одним и тем же учебникам, соответственно задают на дом часто одни и те же задания, чем и пользуются сайты, предоставляющие сборники ГДЗ. На таких сайтах часто можно найти решения к более чем десяти разным учебникам по каждому предмету по отдельности, причём не только к российским — найти также можно решения для белорусских и украинских школьных программ. Другим способом распространения ГДЗ в Интернете является модель, при которой администраторы сообществ «ВКонтакте» копируют материалы с легальных ресурсов, а затем предлагают скопированное пользователям.
Когда у значительного числа школьников появились личные смартфоны, ГДЗ превратились в проблему для учителей, так как ученики нередко стали подменять образовательный процесс списыванием. Также ГДЗ критикуют за порой неверные или чересчур краткие ответы. Некоторые исследователи в качестве причины списываний называют систему домашних работ, которая, доставшись в наследство от советской системы образования, делает перекос в сторону формального знания, побуждающего ученика списывать.
Предположительно сайты с ГДЗ зарабатывают на контекстной рекламе, размещённой через рекламные сервисы Google и «Яндекса».

## История
Первые ГДЗ публиковались в печатном виде в формате сборников. В середине 1990-х годов появились первые книги для учителей, где можно было найти качественные примеры и решения. Тогда решебники назывались «учебно-методическими рекомендациями». В начале 2000-х годов одну из популярнейших серий печатных сборников выпускало издательство «Экзамен».
В Интернете сайты, предлагающие ГДЗ, стали массово появляться в начале 2010-х годов. Первым получил широкую популярность сайт Спиши.ру, который изначально был придуман как рекламная площадка издательства «Мультимедиа технологии — М», выпускавшего образовательные программы и готовые домашние задания на компакт-дисках. По данным SimilarWeb, в середине 2010-х годов «Знания» и «Мегарешёба» стали одними из самых крупных сайтов, предлагающих ГДЗ.
26 мая 2022 года сервис для совместного решения домашних заданий «Знания», входящий в польскую платформу для совместного обучения Brainly, был заблокирован в России. Роскомнадзор по требованию Генпрокуратуры запросил удаление записи, касающейся вторжения России в Украину, но в Brainly отказались это сделать, посчитав, что это противоречит миссии по распространению знаний.

## Популярность
По данным аналитиков образовательной платформы Skysmart Класс, 78 % учеников 11-го класса списывают домашнее задание, и многие из них используют для этих целей ГДЗ. Также по словам Михаила Митина, автора книги «Заметки директора школы», согласно статистике «Яндекса» по запросам «ГДЗ» за 2020—2021 учебный год, этот запрос вводили в поисковики более 700 миллионов раз.